# NRAO VLA Sky Survey
NRAO VLA Sky Survey (NVSS), astronomski katalog objekata koji su izvor radio zračenja (RadioS). NVSS je 1,4 GHz-ni pregled koji pokriva cijelo nebo sjeverno od deklinacije -40 stupnjeva. Detaljan opis NVSS-a je u svibanjskom izdanju iz 1988. godine The Astronomical Journala (Condon, J. J., Cotton, W. D., Greisen, E. W., Yin, Q. F., Perley, R. A., Taylor, G. B., & Broderick, J. J. 1998, AJ, 115, 1693). Glavni podatkovni proizvodi su u trima skupinama. Prva je skup od 2326 kontinuumskih slikovnih kocaka napravljenih relativno velikom zrakom (45 lučnih sekunda FWHM) radi dobivanja visoke osjetljivosti površinskog sjaja potrebne za potpunost i fotometrijsku točnost. Druga je katalog diskretnih izvora tih slika odnosno više od 1,8 milijuna izvora za cijeli pregled. Treća skupina proizvoda su procesirani (u,v) podatkovni skupovi. Svaka velika slike nastala je od više od stotinjak malih fotografijica. Sve su uređene i kalibrirane jednoizvornim (u,v) podatkovnim skupovima da bi se of malih fotografija napravile velike slike skombinirane su u jednu višeizvorsku (u,v) datoteku za korisnike koje žele istražiti podatke pod slikama.